# Ketevan Chuntishvili
Ketevan Chuntishvili (georgisch ქეთევან ჩუნთიშვილი, Ketewan Tschuntischwili, * 1996 in Tiflis, Georgien) ist eine georgische Opern- und Konzertsängerin (Sopran).

## Biografie
Ketevan Chuntishvili studierte an der Hochschule für Musik, Theater und Medien Hannover bei Marek Rzepka und Justus Zeyen. Zu ihren Lehrern zählen Claudia Barainsky, Peter Berne, Angela Denoke, Thomas Hampson, Lisette Oropesa, Wolfram Rieger und Stefan Vinke. Sie ist Stipendiatin der Lied-Akademie des Heidelberger Frühling und wurde von der Initiative „Musik braucht Freunde“, Yehudi Menuhin Live Music Now Hannover und mit dem Deutschlandstipendium gefördert. Bei internationalen Wettbewerben gewann sie mehrfach Preise.
Ihr Operndebüt gab sie 2020 am Stadttheater Klagenfurt. Im selben Jahr wurde sie festes Ensemblemitglied am Staatstheater Cottbus, wo sie unter anderem als Euridice (L’Orfeo von Monteverdi), Micaëla (Carmen von Bizet), Gräfin Almaviva (Le nozze di Figaro von Mozart) und Roxane (Król Roger von Szymanowski) auftritt. Neben ihrer Operntätigkeit pflegt sie das Konzert- und Lied-Repertoire. 2021 debütierte sie beim Hidalgo Festival in München in der szenischen Lied-Produktion Rape & Culture und wurde von der Süddeutschen Zeitung für ihren „dunkel glühenden Sopran“ und ihre schauspielerische Leistung gewürdigt.

## Auszeichnungen
- 2021: Zweiter Preis und Mozart-Preis beim 19. Internationalen Gesangswettbewerb Ada Sari in Nowy Sącz, Polen[6]
- 2021: Finalistin bei der Internationalen Hans Gabor Belvedere Competition[7]
- 2020: Zweiter Preis und Publikumspreis beim 12. Internationalen Gesangswettbewerb Immling[8]